# 南瓦济里斯坦特区
南瓦济里斯坦（普什圖語：‎），位于巴基斯坦联邦直辖部落地区南部。总面积11,585 km² （4,473 mi²），总人口429,841（1998年）。首府為瓦納。居民大部分为普什图人，分为艾哈邁德札依族（Ahmadzai）和马哈苏德（Mehsud）等部族。这以地区多山，政府控制薄弱。

联邦直辖部落地区及开伯尔-普什图省，南瓦濟里斯坦特區以黃色標示

1. ↑   (PDF). www.pbscensus.gov.pk. 2018-01-03  [2018-03-25]. （原始内容存档 (PDF)于2020-12-02）.